# Bazilika S. Maria d'Aracoeli, Rim
Cerkev  Santa Maria d'Aracoeli (italijanskoː Basilica di Santa Maria in Aracoeli al Campidoglio), je ena izmed rimskokatoliških cerkva v Rimu; nahaja se na Kapitolskem griču.
Cerkev je bila zgrajena v 6. stoletju, na najvišjem od dveh vrhov griča, kjer je v času Starega Rima stal tempelj, posvečen boginji Junoni, imenovan tudi »Juno Moneta«, ker je bila tam tudi kovnica rimskega denarja.

Zgradbo sestavljajo tri notranje ladje. Tlak v cerkvi je kozmatsko delo.